# Ottensoos
Ottensoos is een plaats in de Duitse deelstaat Beieren, en maakt deel uit van het Landkreis Nürnberger Land.
Ottensoos telt 2.080 inwoners.
Alfeld ·
Altdorf b.Nürnberg ·
Burgthann ·
Engelthal ·
Feucht ·
Happurg ·
Hartenstein ·
Henfenfeld ·
Hersbruck ·
Kirchensittenbach ·
Lauf a.d.Pegnitz ·
Leinburg ·
Neuhaus a.d.Pegnitz ·
Neunkirchen a.Sand ·
Offenhausen ·
Ottensoos ·
Pommelsbrunn ·
Reichenschwand ·
Röthenbach a.d.Pegnitz ·
Rückersdorf ·
Schnaittach ·
Schwaig b.Nürnberg ·
Schwarzenbruck ·
Simmelsdorf ·
Velden ·
Vorra ·
Winkelhaid